# Scirpus pedicellatus
Scirpus pedicellatus är en halvgräsart som beskrevs av Merritt Lyndon Fernald. Scirpus pedicellatus ingår i släktet skogssävssläktet, och familjen halvgräs. Inga underarter finns listade i Catalogue of Life.